# Ecphorella wellmani
Ecphorella wellmani és una espècie de formiga de la subfamília Dolichoderinae, i l'única espècie coneguda del gènere Ecphorella.